# Paul Crake
Paul Crake (Canberra, 6 december 1976) is een Australisch voormalig wielrenner.

## Belangrijkste overwinningen
2004
- Reith-Alpbach Radclassic
- Gara Ciclistica Millionaria
- Trofeo G. Bianchin

2005
- Chieti-Casalincontrado-Blockhaus
- 3e etappe Ronde van Opper-Oostenrijk
- Eindklassement Ronde van Opper-Oostenrijk

## Ploegen
- 2004-Corratec Austria-Arbö
- 2005-Corratec-Graz-Cyl
- 2006-Naturino-Sapore di Mare
- 2007-Aurum Hotels